# Dominio euclideo
In algebra, un dominio euclideo o anello euclideo è un anello commutativo su cui è possibile effettuare una divisione euclidea.

## Definizione
Un dominio d'integrità {\displaystyle R} è un anello euclideo se è possibile definire una funzione {\displaystyle d\colon R\setminus \{0\}\to \mathbb {N} } che associa ad ogni elemento non nullo {\displaystyle a\in R} un numero naturale {\displaystyle d(a)} con le seguenti proprietà:
- {\displaystyle d(a)\leq d(a*b)\;\forall a,b\in R\setminus \{0\}}
- {\displaystyle \forall a,b\in R},con {\displaystyle b\neq 0\ \exists q,r\in R} tali che {\displaystyle a=q*b+r} e {\displaystyle d(r)<d(b)} oppure {\displaystyle r=0}

In pratica, tale proprietà dice che è sempre possibile effettuare una divisione fra due numeri non nulli a e b, avente quoziente q e resto r, tale che il resto r sia "più piccolo" di b: esattamente quanto accade con i numeri interi. L'essere "più piccolo" è realizzato dalla funzione {\displaystyle d}, detta valutazione o norma.

## Esempi

### Anelli euclidei
- l'anello Z degli interi, con v(n) = |n| il valore assoluto di n;
- l'anello Z[i] degli interi gaussiani, con v(a+bi) = a2+b2;
- l'anello K[X] dei polinomi a coefficienti in un campo K, con v(p) uguale al grado del polinomio p;
- l'anello K[[X]] delle serie formali di potenze a coefficienti in un campo K, con v(f) uguale al grado del più piccolo monomio presente nella serie f.
- un campo qualsiasi, semplicemente con v(x) = 1 per ogni x.

### Anelli non euclidei
- un anello che non è ad ideali principali non è neppure euclideo. Più difficile è trovare un anello ad ideali principali che non sia euclideo: un esempio è dato da
{\displaystyle \mathbb {Z} \left[{\frac {1+{\sqrt {-19}}}{2}}\right]}

## Proprietà
Sia A un anello euclideo.
- A è un anello ad ideali principali. Infatti ogni ideale I è generato da uno qualsiasi degli elementi in I avente valutazione minima;
- l'algoritmo di Euclide per trovare il massimo comune divisore fra due elementi funziona in A;
- è possibile trovare una valutazione su A tale che v(ab) ≥ v(a) per ogni a e b non nulli;
- poiché A è ad ideali principali, è anche un anello a fattorizzazione unica: una valutazione con la proprietà v(ab) ≥ v(a) può essere usata per trovare direttamente la fattorizzazione.